# Orłowiec

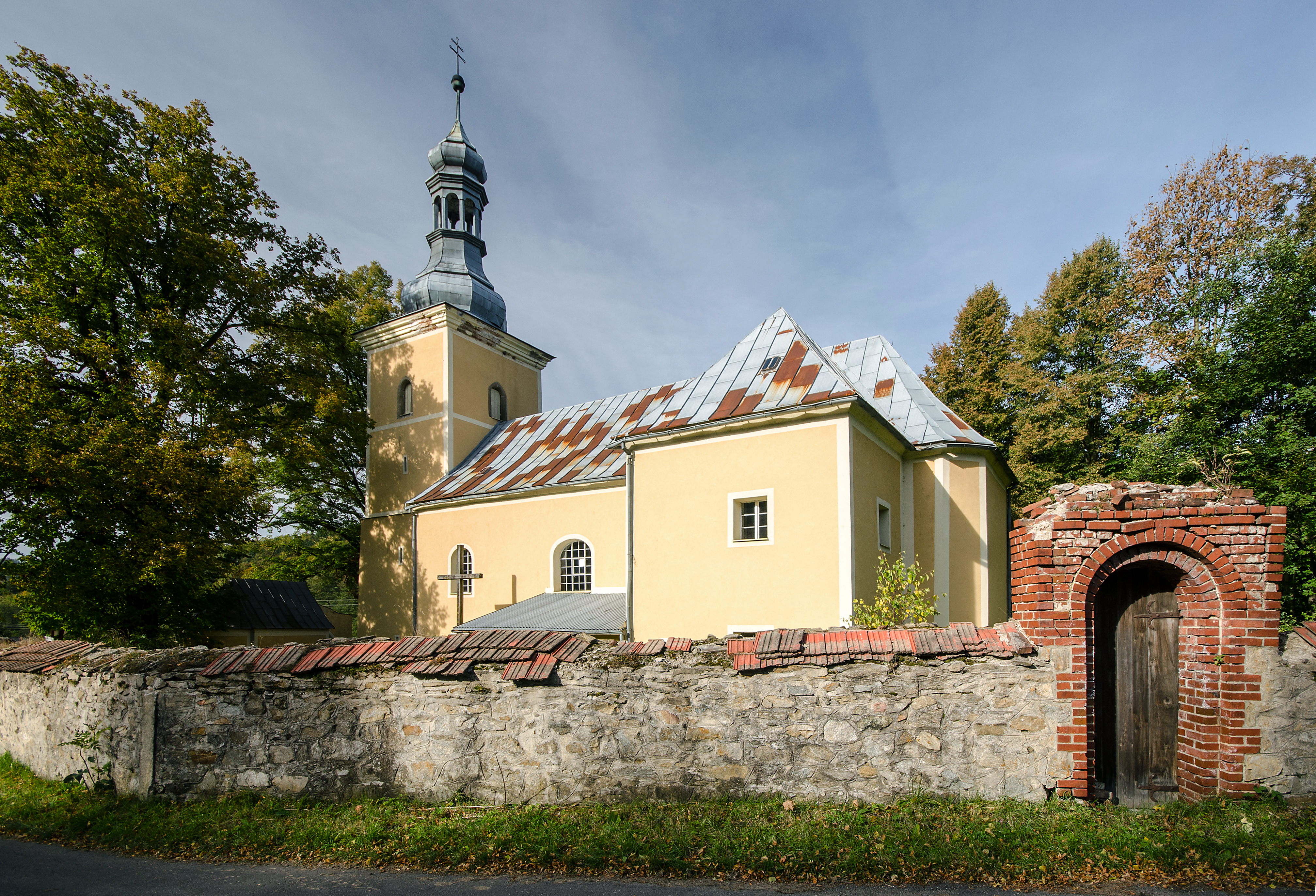
Filialkirche St. Sebastian

Orłowiec (deutsch: Schönau, auch Schönau b. Landeck) ist ein Ort in der Stadt- und Landgemeinde Lądek-Zdrój (Bad Landeck) im Powiat Kłodzki der Woiwodschaft Niederschlesien in Polen. Es liegt fünf Kilometer nördlich von Lądek-Zdrój (Bad Landeck).

## Geographie
Orłowiec liegt im Osten des Glatzer Kessels im Reichensteiner Gebirge (polnisch Góry Złote). Es ist über eine Straße zu erreichen, die nördlich von Lądek-Zdrój von der Wojewodschaftsstraße 390 abzweigt und auf den Rosenkranzpass (Przełęcz Różaniec) führt. Jenseits der Grenze zu Tschechien verläuft sie von Růženec (Rosenkranz) nach Bílá Voda (Weißwasser). Nachbarorte sind Wrzosówka (Heidelberg), Lutynia (Leuthen) und Wojtówka (Voigtsdorf bei Landeck) im Südosten und Droszków (Droschkau) im Westen. Nördlich von Orłowiec verläuft die Landkreisgrenze zum Powiat Ząbkowicki, drei Kilometer östlich die Grenze zu Tschechien. Südöstlich erhebt sich die 900 m hohe Heidelkoppe (Borówkowa), westlich der 680 m hohe Kahleberg (Lysy Garb).

## Geschichte
„Schonaw“ wurde erstmals 1352 erwähnt, und für 1475 ist es in der Schreibweise „Schonow“ belegt. Es gehörte zur Herrschaft Karpenstein im Glatzer Land, mit dem es seine politische und kirchliche Zugehörigkeit von Anfang an teilte. Seelsorglich war es zur Pfarrkirche Reyersdorf gewidmet. Anfang des 17. Jahrhunderts gehörte das Gut Schönau dem Friedrich von Reder auf Reyersdorf, der 1625 wegen seiner Beteiligung am böhmischen Ständeaufstand von 1618 vom böhmischen Landesherrn enteignet wurde. Dadurch gelangte Schönau zusammen mit Reyersdorf an den Freiherrn von Neuhaus, der sich nach der Schlacht am Weißen Berg als Obrist der Kaiserlichen 1622/23 Verdienste bei der Belagerung und Rückgewinnung von Glatz erworben hatte. Ihm war zunächst die Herrschaft Neurode zugesprochen worden, fiel jedoch nach der Konversion des Bernhard von Stillfried an diesen zurück. 1628 mussten auf Anweisung des Kaisers Ferdinand III. von den Gütern Reyersdorf und Schönau 4000 Taler für die Errichtung des Glatzer Dekanats zur Verfügung gestellt werden. 1748 tauschte Maximilian von Haugwitz aus Pischkowitz das Gut Schönau gegen die Herrschaft Gellenau mit Johann Georg von Ullersdorf. Dieser gehörte dem Malteserorden an und war Kanoniker an der Heilig-Geist-Kathedrale in Königgrätz. Das von seiner Mutter für die Königgrätzer Domkirche fundierte Kapital von 17.000 Gulden übertrug er auf das Gut Schönau.
Nach dem Ersten Schlesischen Krieg 1742 und endgültig mit Hubertusburger Frieden 1763 fiel Schönau zusammen mit der Grafschaft Glatz an Preußen. Nach der Neugliederung Preußens gehörte es seit 1815 zur Provinz Schlesien und war zunächst dem Landkreis Glatz eingegliedert. 1818 wurde es dem neu gebildeten Landkreis Habelschwerdt zugeschlagen, der aus den Glatzer Distrikten Landeck und Habelschwerdt gebildet worden war und mit dem Schönau bis 1945 verbunden blieb. Seit 1874 gehörte die Landgemeinde Schönau zum Amtsbezirk Reyersdorf, der aus den Landgemeinden Rayersdorf und Schönau sowie den gleichnamigen Gutsbezirken gebildet wurde. 1939 wurden 359 Einwohner gezählt.
Als Folge des Zweiten Weltkriegs fiel Schönau 1945 wie fast ganz Schlesien an Polen und wurde in Orłowiec umbenannt. Die deutsche Bevölkerung wurde, soweit sie nicht vorher geflohen war, vertrieben. Die neu angesiedelten Bewohner waren teilweise Zwangsumgesiedelte aus Ostpolen, das an die Sowjetunion gefallen war. Da viele von ihnen in den nächsten Jahrzehnten Orłowiec wieder verließen, wurde die überwiegende Anzahl der Häuser und Gehöfte dem Verfall preisgegeben. In den 1990er Jahren betrug die Zahl der Bewohner rund ein Viertel der Einwohnerzahl von 1939. 1975–1998 gehörte Orłowiec zur Woiwodschaft Wałbrzych (Waldenburg).

## Sehenswürdigkeiten
- Die Filialkirche St. Sebastian wurde 1770–1780 errichtet. Sie besitzt eine spätbarocke Ausstattung, die Michael Klahr d. J. zugeschrieben wird.
- Der Gutshof im Unterdorf, dessen Herrenhaus 1787 erbaut wurde, befindet sich in einem schlechten baulichen Zustand.

## Persönlichkeiten
- Franz Volkmer (1846–1930), Pädagoge und Heimatforscher